# Großes Moor (Vechta-Diepholz)

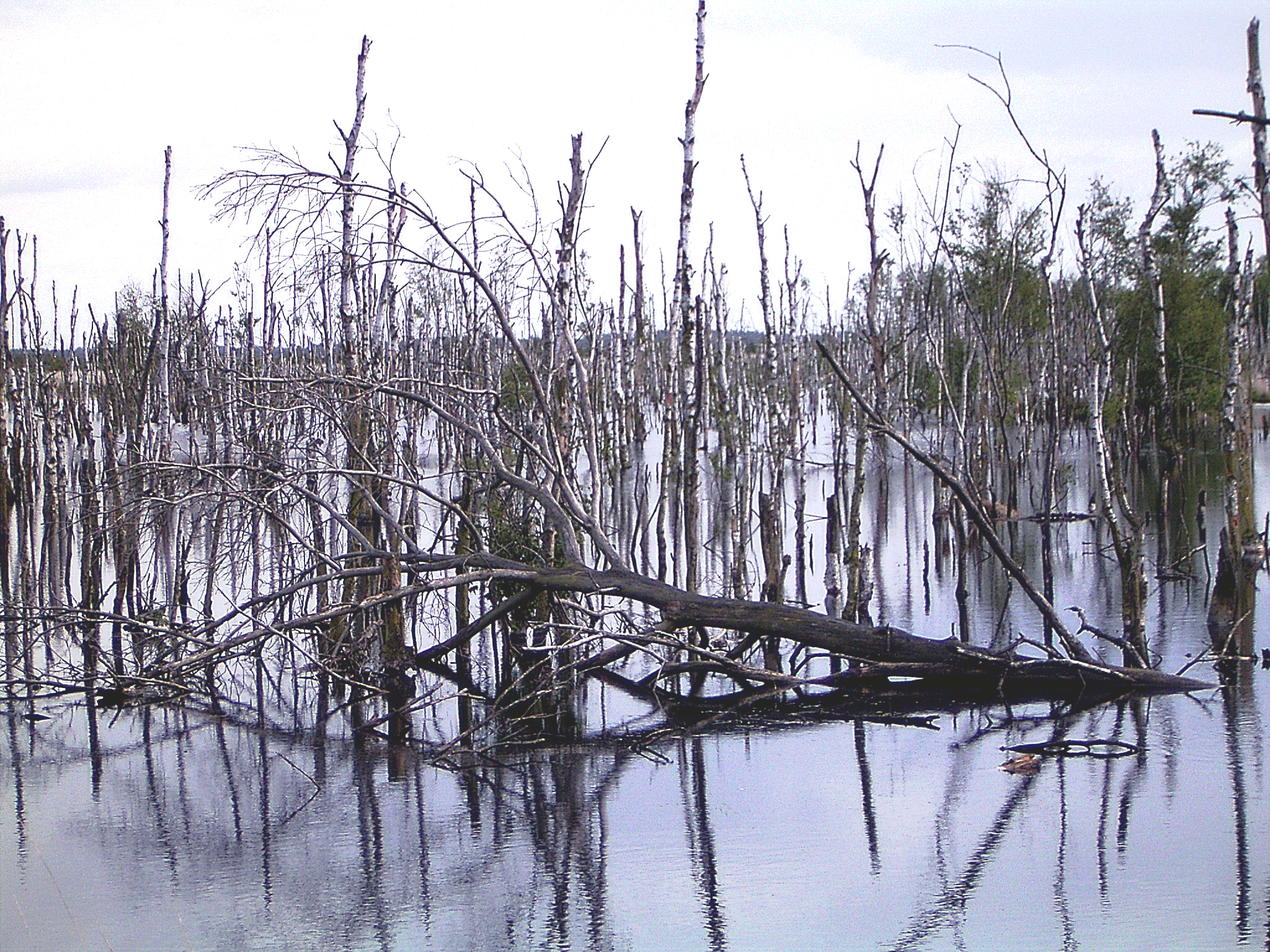
Wiedervernässung im Dreiecksmoor, einem nördlichen Teil des Großen Moors

Großes Moor ist der Eigenname für ein zusammenhängendes Hochmoorgebiet zwischen Damme, Lohne, Vechta und Goldenstedt im Landkreis Vechta einerseits und Diepholz sowie Barnstorf im Landkreis Diepholz und Bramsche im Landkreis Osnabrück in Niedersachsen (Deutschland) andererseits.
Der Eigenname für zwei Teilmoore des zusammenhängenden großen Moorgebiets lautet ebenfalls Großes Moor. Das zusammenhängende große Moorgebiet wird bei diesem Sprachgebrauch mit dem Gattungsbegriff große Moore bezeichnet. Das eine der beiden Großen Moore liegt südlich von Damme, das andere östlich von Vechta. Beide Moore sind durch einen Korridor aus Mooren östlich von Steinfeld und Lohne miteinander verbunden.
Das gesamte Moorgebiet besteht aus teils naturnahen Bereichen, ehemaligen bäuerlichen Torfstichen sowie Hochmoorgrünland.

## Geographie

### Lage
Das Große Moor verläuft im Süden der Norddeutschen Tiefebene entlang der Grenze zwischen den Landkreisen Vechta und Diepholz. Es ist Teil des Naturraums „Ems-Hunte-Geest und Dümmer-Geestniederung“. Im Norden und Westen des Moores bei Damme befinden sich die Dammer Berge, deren Ausläufer das Moor im Westen bis in das Gebiet der Stadt Vechta begrenzen.
Das südliche Große Moor reicht in den Naturpark Dümmer hinein, in dem sich der Dümmer befindet. Unweit südlich schließen sich Ausläufer des Wiehengebirges an, das Teil des Natur- und Geoparks TERRA.vita ist. Vor diesem Gebirge und damit nahe dem Großen Moor verläuft ein Abschnitt des in West-Ost-Richtung erbauten Mittellandkanals am Moorgebiet vorbei.
Das nördliche Große Moor reicht in den Naturpark Wildeshauser Geest hinein.
Im Osten schließt sich das Rehdener Geestmoor an, südöstlich erhebt sich der Kellenberg.
Westlich des Großen Moors verläuft die Hase, östlich davon die Hunte. Bäche, die diesen Flüssen zustreben, entwässern das Moorgebiet.

### Verkehrswege
Im Landkreis Diepholz wurde ein aus der vorrömischen Eisenzeit (46 v. Chr.) datierter Bohlenweg ausgegraben, von dem ein etwa 350 Meter langes Teilstück erhalten ist. Er durchquerte das Moor in nordost-südwestlicher Richtung von einem erhöhten Geländesporn bei Lindloge westlich von Aschen bis zu einer mineralischen Erhebung nördlich von Kroge nahe Lohne. Mit ursprünglich 4,2 km Länge gehört er zu den längsten Bohlenwegen in Nordwestdeutschland.

Bis heute überqueren nur wenige ausgebaute Straßen die Grenze zwischen den Landkreisen Vechta und Diepholz bzw. Osnabrück, und zwar die Straßen von Damme nach Hunteburg, die von Damme nach Lembruch, von Steinfeld nach Diepholz (Bundesstraße 214), von Lohne nach Aschen sowie die Straße von Vechta nach Diepholz (Bundesstraße 69). Durch das Moor verlaufende Eisenbahnlinien gibt es nicht. Da das Große Moor kaum von Verkehrswegen zerschnitten wird, besteht es aus großen zusammenhängenden Flächen.

### Das Moor als natürliche Grenze
Heute noch ist der trennende Charakter des Großen Moores zu spüren (in Form eines Gefühls der Fremdheit zwischen Nachbarn und eines Mangels an Vernetzungen aller Art). Die Gebiete westlich und östlich der Kreisgrenze Vechta-Diepholz waren bis 1871 füreinander Ausland. Voneinander getrennt wurden das Großherzogtum Oldenburg und das Königreich Preußen (bis 1866: Königreich Hannover). Auch zwischen 1871 und 1946 fungierte die Grenze als Staatsgrenze, und zwar zwischen den deutschen Ländern Oldenburg und Preußen (bzw. dem Land Hannover). Zugleich war und ist diese Grenze eine Konfessionsgrenze zwischen den überwiegend katholischen Bewohnern des Oldenburger Münsterlands und den überwiegend evangelischen Diepholzern. Erst mit der Gründung des Städtequartetts Damme-Diepholz-Lohne-Vechta im Jahr 1994 und der Auflösung der Regierungsbezirke in Niedersachsen im Jahr 2004 begann das Moor seine psychologisch und ökonomisch trennende Wirkung zu verlieren. Seit 2005 gehört der größte Teil des Moorgebiets, seit 2010 auch der im Landkreis Osnabrück liegende Teil zur Metropolregion Nordwest.

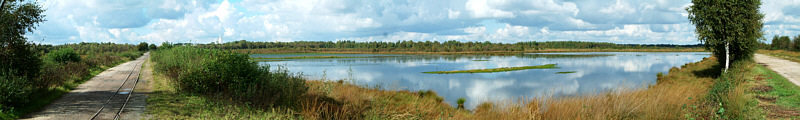
Blick auf einen Bereich des Goldenstedter Moores, des nördlichsten Teils des Großen Moores

Das Große Moor bei Damme wurde vermutlich (sofern sich die Varusschlacht dort abgespielt hat) im Jahr 9 n. Chr. dem römischen Feldherrn Varus zum Verhängnis, da er bei Kalkriese wegen des dort endenden Moores mit seinen Truppen nicht nach Norden ausweichen konnte.

### Aufteilung
Das Große Moor besteht aus diesen Teilmooren (alphabetisch sortiert), von denen nur ein Teil unter Naturschutz gestellt ist:
- Aschener Moor/Heeder Moor (Naturschutzgebiet[3])
- Boller Moor (Naturschutzgebiet[4])
- Borringhauser Moor
- Brägeler Moor
- Campemoor
- Dammer Moor
- Diepholzer Moor (Naturschutzgebiet[5])
- Dievenmoor (Naturschutzgebiet[6])
- Drebbersches Moor (Naturschutzgebiet[7])
- Dreiecksmoor
- Dümmerlohausener Moor
- Ehrendorfer Moor
- Goldenstedter Moor (Naturschutzgebiet[8])
- Grünenmoor
- Haverbeker Moor
- Kalkrieser Moor
- Ochsenmoor (Naturschutzgebiet[9])
- Osterfeiner Moor
- Oyther Moor
- Rottinghauser Moor
- Schweger Moor
- Steinfelder Moor (Naturschutzgebiet[10])
- Südlohner Moor (Naturschutzgebiet[11])
- Vechtaer Moor
- Venner Moor (Naturschutzgebiet[12])

Mehrere Moorgebiete, die auf den Gebieten der Gemeinde Steinfeld und der Stadt Damme im Landkreis Vechta sowie auf dem Gebiet der Gemeinde Bohmte im Landkreis Osnabrück liegen, sind im „Naturschutzgebiet Westliche Dümmerniederung“ zusammengefasst.